# Przygłów (stacja kolejowa)
Przygłów – dawna wąskotorowa stacja kolejowa w Przygłowie, w województwie łódzkim, w Polsce.